# Karl Wagner (Jesuit)

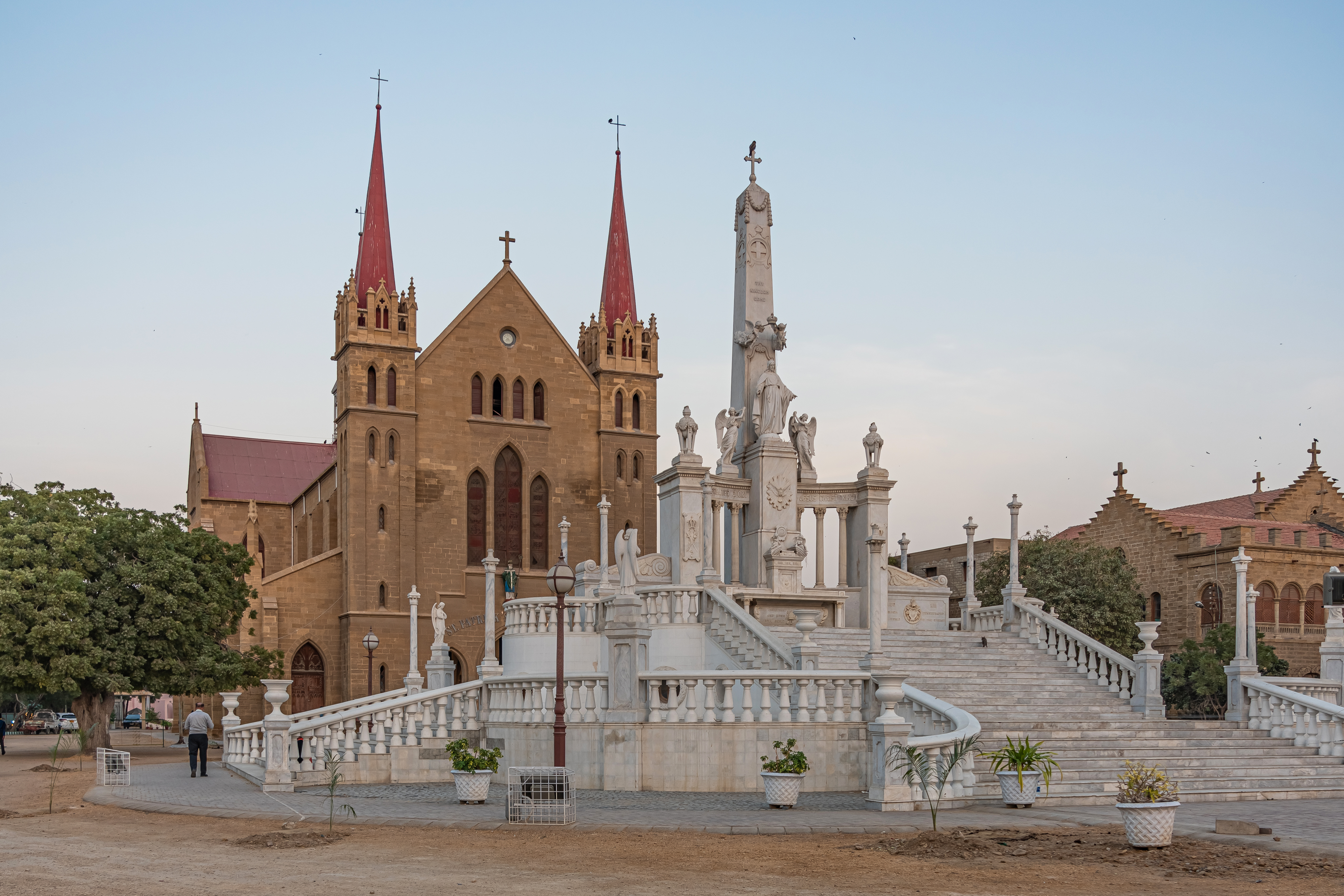
Die von Pater Karl Wagner SJ entworfene St.-Patrick’s-Kathedrale in Karatschi, Pakistan; davor das Herz-Jesu-Denkmal von 1925

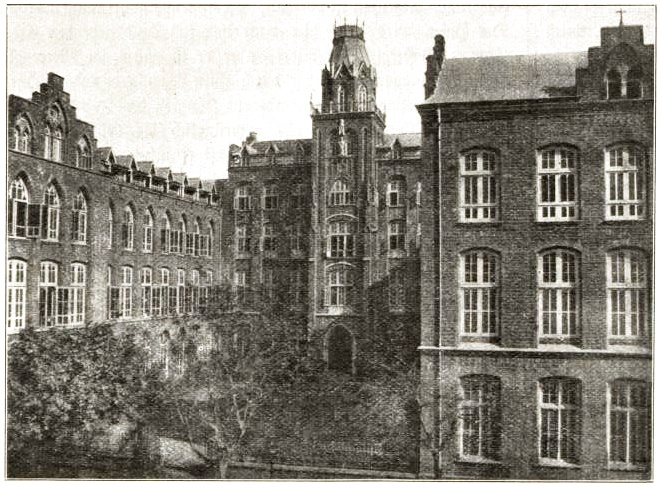
Die nach Pater Wagners Plänen erbaute (heutige) St. Xavier’s High School Bombay, 1907

Karl Wagner, auch Charles Wagner, (* 9. September 1821 in Mainz; † 28. August 1869 in Bombay, Indien) war ein deutscher Jesuit und Architekt.

## Leben und Wirken
Karl Wagner kam in Mainz zur Welt, studierte in Gießen und wurde Architekt bzw. Ingenieur. Später verspürte er die Berufung zum Geistlichen. Deshalb studierte er 1849 erneut in Tübingen, zusammen mit dem nachmaligen Mainzer Domdekan Johann Baptist Heinrich, trat 1850 ins Priesterseminar Mainz ein und wurde am 4. Oktober 1851 zum Priester geweiht. Zum 1. November des Jahres berief ihn Bischof Wilhelm Emmanuel von Ketteler als Professor der Philosophie an das bischöfliche Priesterseminar.
1855 trat er in den Jesuitenorden ein. Er war im Orden zu Feldkirch und Bonn als Seelsorger, Lehrer sowie Volksmissionar tätig, außerdem entwarf er Bauten für die Jesuitenniederlassungen in Münster, Bonn, Gorheim und Köln.
1867 wurde Wagner in die indische Mission entsandt, vornehmlich, um dort als ordensinterner Baumeister bzw. Architekt zu wirken. Er reiste am 12. September des Jahres, von Triest aus nach Indien. Doch bereits 1869 starb er in Bombay an Dysenterie.
Wagner baute meist im neugotischen Stil, der in Indien auch lokale Zierformen integrierte. Die beiden bekanntesten, nach seinen Plänen errichteten Bauwerke sind dort die St.-Patrick’s-Kathedrale in Karatschi (heute Pakistan) und die St. Xavier’s High-School in Bombay, ein typisches Bauwerk der Indogotik. Die jetzige St. Xavier’s High School war früher das berühmte St. Xavier’s College, das Anfang des 20. Jahrhunderts in seine heutigen Gebäude umzog.
Die von Pater Wagner entworfene St.-Patrick’s-Kathedrale in Karatschi erschien 1979 und 2009 als Motiv auf Briefmarken von Pakistan.
Karl Wagner war ein Freund und ehemaliger Gießener Mitstudent des protestantischen Pfarrers Siegmund Henrici (1823–1884) aus Rimbach im Odenwald. Dieser konvertierte 1856 zur katholischen Kirche und wurde Priester bzw. religiöser Schriftsteller im Bistum Mainz, was damals großes Aufsehen erregte. Im Vorfeld der Konversion hatte er sich an seinen alten Freund Karl Wagner gewandt, damals Professor am Priesterseminar Mainz, der ihn, als er selbst bei den Jesuiten eintrat, der seelsorgerischen Obhut von Domkapitular Johann Baptist Heinrich anvertraute.